# 음성군 (선거구)
음성군은 대한민국의 옛 국회의원 선거구이다. 당시 충청북도 음성군 지역을 관할했다.

## 역사
제헌 국회의원 선거를 앞두고 음성군 전 지역을 관할하는 선거구로 신설되었다.
제6대 국회의원 선거를 앞두고 진천군 선거구와 통합되면서 진천군·음성군 선거구를 이루게 되며 폐지되었다.

## 역대 선거 결과
| 선거   | 정당 | 정당               | 의원   |
| ------ | ---- | ------------------ | ------ |
| 1948년 |      | 대한독립촉성국민회 | 이의상 |
| 1950년 |      | 무소속             | 이학림 |
| 1954년 |      | 자유당             | 이학림 |
| 1958년 |      | 민주당             | 김주묵 |
| 1960년 |      | 무소속             | 이정석 |
| 1961년 |      | 무소속             | 정인소 |

### 대한민국 제헌 국회의원 선거
|  | 79.69% |

|  | 20.30% |

### 대한민국 제2대 국회의원 선거
대한민국 제2대 국회의원 선거에서 무소속 이학림 후보가 당선되었다.

### 대한민국 제3대 국회의원 선거
|  | 33.08% |

|  | 15.92% |

|  | 14.79% |

|  | 10.72% |

|  | 8.95% |

|  | 8.07% |

|  | 6.65% |

|  | 1.77% |

|  | 0% |

### 대한민국 제4대 국회의원 선거
|  | 35.68% |

|  | 32.45% |

|  | 13.20% |

|  | 8.40% |

|  | 5.78% |

|  | 4.47% |

### 대한민국 제5대 국회의원 선거
|  | 15.16% |

|  | 13.69% |

|  | 13.50% |

|  | 12.39% |

|  | 10.12% |

|  | 8.53% |

|  | 6.21% |

|  | 5.49% |

|  | 4.23% |

|  | 3.73% |

|  | 2.74% |

|  | 2.69% |

|  | 1.47% |

### 1961년 대한민국 재보궐선거
이정석 의원의 의원직 상실로 인해 치러진 1961년 대한민국 재보궐선거에서 무소속 정인소 후보가 당선되었다.

### 내용주
1. ↑  제2대 국회의원 선거 당선자는 이학림 후보이나 2022년 12월 기준 중앙선거관리위원회 선거통계시스템 상에서는 장현팔 후보의 득표율이 더 높게 나타나 있는 오류가 존재한다.